# زراعة القلب والرئة
زرع القلب والرئة هي عملية جراحية مفتوحة لاستبدال القلب والرئتين المصابتين بأخرى سليمة، يتم الحصول عليهما من شخص متبرع في عملية واحدة. بسبب النقص في الجهات المانحة المناسبة وبسبب حقيقة أنه يجب زرع كل من القلب والرئة معاً، فإنها عملية نادرة. يتم إجراء هذه العملية للأشخاص الذين يعانون من قصور في القلب والرئتين وعندما تفشل جميع خيارات العلاج الأخرى، يتم إجراء حوالي مائة عملية زرع كل عام في الولايات المتحدة.

## شروط التأهيل
ليس جميع من لديهم قصور في القلب والرئتين مؤهلين لهذه العملية. وقبل اجرائها يخضع الشخص لعدة اختبارات لتحقق من امكانية إجراء العملية، تشمل الاختبارات والتحاليل التي تسبق عملية زراعة القلب والرئتين، اختبارات الدم، اختبارات البول، اختبار ضغط الدم، اختبارات وظائف الرئة والقلب، الأشعة السينية والمسح الضوئي. في الولايات المتحدة، فإن معظم المرشحين المحتملين لديهم ما بين إثني عشر إلى أربعة وعشرين شهراً للعيش. في أي وقت، هناك حوالي 250 شخص مسجل لزرع القلب والرئة في الشبكة المتحدة لتقاسم الأعضاء (UNOS) في الولايات المتحدة الأمريكية، والتي سيموت حوالي أربعين منهم قبل العثور على مانح مناسب.
تشمل الشروط التي قد تستلزم زرع قلب-رئة:
- العيوب الخلقية (العيوب الموجودة عند الولادة) التي تؤثر على القلب والرئتين (48٪).
- فرط ضغط الدم الرئوي (20 ٪).
- التليف الكيسي (2 ٪).
- تم رفض عملية زرع ثانية بعد عملية الزرع الأولى أو فشلت في العمل (4٪).

عادة ما يطلب من المرشحين لزراعة القلب والرئة أن يكونوا:
- تحت 55 سنة.
- لا توجد أية حالات طبية أخرى (مثل الإيدز، داء السكري، التهاب الكبد).

- الصوت العقلي
- قادر على اتباع نظام ما بعد الجراحة من التمارين والأدوية المثبطة للمناعة.

في حالة استيفاء المريض لمتطلبات وشروط زراعة القلب والرئتين، فسيتم وضع المريض على قائمة الانتظار حتى تتوفر أعضاء مناسبة، وقد يستغرق الأمر لإيجاد المتبرع المناسب عدة أشهر أو حتى عدة سنوات.

## عملية الزرع
يتم التخدير العام للمريض بعد التأكد من جاهزيته للعملية، وتوفر الأعضاء المناسبة، سيتم بعدها توصيل المريض بجهاز تحويل مجرى القلب والرئة باستخدام أنابيب يتم ادخالها في الأوعية الدموية. تعمل هذه الأنابيب على تزويد جسم المريض بالأكسجين إلى غاية إكتمال العملية. يتم بعدها إجراء شق في الصدر حتى يتمكن الجراحون من إزالة القلب والرئتين المتضررتين واستبدالهما بقلب ورئتي المتبرع، تربط الأعضاء الجديدة بالأوعية الدموية المحيطة وبالقصبة الهوائية.

## مدة عملية زراعة القلب والرئتين
عملية زرع القلب والرئتين معقدة للغاية، لهذا فهي تستغرق مدة طويلة عادة ما بين 4 إلى 6 ساعات.

## التاريخ
وضع نورمان شمواي الأساس لزراعة القلب الرئوية مع تجاربه في زرع القلب في ستانفورد في منتصف الستينيات. أجرت Shumway أول عملية زرع قلب بالغ في الولايات المتحدة في عام 1968.
بناء على بحثه في جامعة ستانفورد، قام بروس ريتز [الإنجليزية] بأول عملية ناجحة لزرع القلب والرئة في ماري غهلكي في عام 1981 في مستشفى ستانفورد. يعد فريق زراعة الأعضاء في جامعة ستانفورد هو أطول فريق نشط بشكل مستمر يقوم بإجراء هذه العمليات.
أجريت أول عملية زراعة قلب ورئتين في أستراليا من قبل فيكتور تشانغ في مستشفى سانت فينسنت في عام 1986. كما أجريت أول عملية زراعة للقلب والرئة في إيران في طهران في عام 2002.